# Bureau pour l'Irlande du Nord
Le Bureau pour l'Irlande du Nord (Northern Ireland Office ou  NIO) est un département exécutif du gouvernement britannique faisant partie du Ministère de la Justice.
Il est dirigé par le secrétaire d'État pour l'Irlande du Nord (Secretary of State for Northern Ireland).

## Historique
Avant la partition, l'Irlande est gouvernée par l'administration du château de Dublin (Dublin Castle administration) et le Home Office est également responsable des affaires irlandaises. De 1924 à 1972, les affaires de l'Irlande du Nord sont traitées par le Département de l'Irlande du Nord du Home Office. En août 1969, par exemple, le Secrétaire d'État à l'Intérieur James Callaghan approuve l'envoi de soldats de l'armée britannique en Irlande du Nord.
À mesure que les troubles empirent, le gouvernement britannique est de plus en plus préoccupé par le fait que le gouvernement d'Irlande du Nord (à Stormont) perd le contrôle de la situation. Le 24 mars 1972, le gouvernement britannique annonce que la « règle directe » (Direct rule) de Westminster est introduite ; l'Irlande du Nord est directement administré depuis Westminster. Cette mesure prend effet le 30 mars 1972.
La formation du NIO (Northern Ireland Office) place l'Irlande du Nord au même niveau que l'Écosse et le pays de Galles, où le Scottish Office et le Welsh Office sont créés respectivement en 1885 et 1965. Le NIO assume les pouvoirs de police et de justice du ministère des Affaires intérieures (Minister of Home Affairs (Northern Ireland)). Les ministres subalternes du NIO sont placés en charge d'autres départements du Northern Ireland Civil Service.
La règle directe est considérée comme une mesure temporaire, avec une dévolution du partage du pouvoir préférée comme solution. En vertu de la loi de 1972 sur l'Irlande du Nord (dispositions temporaires), le secrétaire d'État à l'Irlande du Nord remplace le gouverneur de l'Irlande du Nord et la règle directe est renouvelée chaque année par un vote au Parlement.
L'accord de Sunningdale de 1973 débouche sur un bref partage du pouvoir exécutif lors du Northern Ireland Executive (1974), qui prend fin par la grève du Conseil des travailleurs d'Ulster le 28 mai 1974. La Convention constitutionnelle d'Irlande du Nord (1975-1976) et l'Assemblée d'Irlande du Nord (1982-1986) ne réussissent pas à rétablir un gouvernement décentralisé. Après l'accord anglo-irlandais du 15 novembre 1985, le gouvernement britannique et le gouvernement irlandais coopérent plus étroitement sur les questions de sécurité et de politique.
À la suite de l'Accord du Vendredi saint le 10 avril 1998, la dévolution du pouvoir est rétablie en Irlande du Nord le 2 décembre 1999. Le pouvoir exécutif d'Irlande du Nord est de nouveau suspendu le 15 octobre 2002 et la règle directe revient jusqu'à ce que la dévolution soit rétablie le 8 mai 2007.
La dévolution des pouvoirs de police et de justice le 12 avril 2010 transfére de nombreuses responsabilités antérieures du NIO à l'Assemblée d'Irlande du Nord et à son gouvernement décentralisé, l'Exécutif d'Irlande du Nord. Le ministère de la Justice est maintenant responsable de ces questions. Ce transfert de pouvoir abouti à un bureau d'Irlande du Nord plus petit, comparable au bureau d'Ecosse et au bureau du Pays de Galles.

## Fonctions
Les rôles du NIO sont de « maintenir et soutenir » les termes de la dévolution ayant résulté de l'accord du Vendredi saint (1998) et de l'accord de Saint-Andrews (2006), ainsi que la bonne marche de la justice pénale (par le département de la Justice d'Irlande du Nord) et de la politique de l'assemblée nord-irlandaise.
Le département a des responsabilités en matière de :
- loi électorale
- droits de l'homme et égalité
- sécurité civile en Irlande du Nord
- approche britannique de l'héritage laissé par le conflit nord-irlandais

## Direction
L'équipe ministérielle du bureau actuelle est :
- Secrétaire d'État pour l'Irlande du Nord : Hilary Benn
  -     - Sous-secrétaire d'État parlementaire à l'Irlande du Nord : Fleur Anderson